# مالیادا
مالیادا (به لاتین: Maliyadda) یک منطقهٔ مسکونی در سری‌لانکا است که در استان مرکزی (سری‌لانکا) واقع شده‌است.